# Melchior Tavernier
Az idősebb Melchior Tavernier (1564 k.–1644) antwerpeni születésű hugenotta rézmetsző és kiadó. Nem tévesztendő össze unokaöccsével, Melchior Tavernierrel (1594-1665), aki Nicolas Sanson térképeit metszette.

## Élete
Az idősebb Tavernier a 17. század elejének egyik legjelentősebb művésze volt. Karrierje elején valószínűleg együttműködött Henricus Hondius-szal (1597-1651), akinek Antwerpenben metszett térképével is kereskedett. XIII. Lajos 1618-ban nevezte ki királyi vésnöknek és nyomdásznak. Műhelyében dolgozott Abraham Bosse, akihez szoros barátság fűzte.

## Szervezői tevékenysége
A vallásháborúk megpróbáltatásai és Alba herceg spanyol németalföldi zsarnoksága számos jó képességű művészt és kézművest hajtott Franciaország felé, elsősorban antwerpeni kereskedőket. Párizst akkoriban teljes mértékben a fametszet uralta. Ha túlzás is azt állítani, hogy Melchior Tavernier vezette be a rézmetszetet Franciaországba, miként azt magáról állította, ebben mégis van valami igazság. 1630-ra a fametszet szinte teljesen eltűnt Párizsból és felváltotta a rézmetszet.
Az újonnan érkezők magukkal hozták technikai jártasságukat és a kereskedelem szervezésének ismereteit. Kísérletet tettek arra, hogy a vállalkozásaikban átalakítsák a céhek szervezetét és 1640-ben ők voltak az elsők, akik kísérletet tettek a párizsi rézmetszés ellenőrzésük alá vonására. A tervezet 27 aláírója között 11 volt flamand származású, köztük a vezetőik, Melchior Tavernier és Jaspar Isaac, de e törekvésük nem járt sikerrel.
A Montorgueil utca számtalan műhelye látta el a francia piacot, elsősorban a közrendű fogyasztókat, és a külföldet is, különösen Angliát és Spanyolországot (azaz azon országokat, ahol hiányzott a rézmetszés mestersége). 1644-ben a rézmetszők és a könyvnyomtatással foglalkozó kereskedők csoportja tiltakozott az ellen a kísérlet ellen, hogy korlátozzák őket a tevékenységükben. Ezen és más művészek erőfeszítései vezettek végül az 1660. május 26-i ediktumhoz, mely a rézmetszést szabad művészetnek nyilvánította.